# Elbridge Colby
Elbridge «Bridge» Colby es un experto en políticas de seguridad nacional estadounidense que se desempeñó como subsecretario adjunto de Defensa para Estrategia y Desarrollo de Fuerzas de 2017 a 2018 durante la administración Trump. Lideró el desarrollo y la implementación de la Estrategia de Defensa Nacional de los Estados Unidos de 2018, que, entre otras cosas, cambió el enfoque del Departamento de Defensa de los Estados Unidos hacia los desafíos planteados por el ascenso de China.
En junio de 2018, Colby fue nombrado Director del Programa de Defensa del Centro para una Nueva Seguridad Estadounidense (CNAS). En 2019 cofundó The Marathon Initiative con Wess Mitchell.

## Educación y carrera temprana
Colby se graduó de Harvard College en 2002 y de la Escuela de Derecho de Yale en 2009. Su carrera inicial incluyó más de cinco años de servicio en el Departamento de Defensa, el Departamento de Estado y en la Comunidad de Inteligencia, incluido un período de servicio en la Autoridad Provisional de la Coalición en Irak en 2003. Colby también sirvió en la Oficina del Director de Inteligencia Nacional durante su stand-up en 2005-2006.
De 2010 a 2013, Colby fue analista principal y líder de división de asuntos estratégicos globales en CNA, una organización de análisis e investigación sin fines de lucro financiada con fondos federales. De 2014 a 2017, Colby fue el becario Robert M. Gates en el Centro para una Nueva Seguridad Estadounidense. En 2015, Colby fue considerado para un alto puesto en la campaña presidencial de Jeb Bush de 2016, pero no fue contratado después de que «prominentes neoconservadores intervencionistas» se opusieran.

## Administración Trump
En mayo de 2017, Colby fue nombrado Subsecretario Adjunto de Defensa para Estrategia y Desarrollo de Fuerzas, cargo que desempeñó hasta 2018. En este cargo, Colby fue responsable de la estrategia de defensa, el desarrollo de fuerzas y el análisis estratégico de políticas para el Secretario de Defensa. Colby se desempeñó como representante principal del Departamento de Defensa en el desarrollo de la Estrategia de Seguridad Nacional de 2017.
Mientras era subsecretario adjunto, Colby se desempeñó como funcionario principal en el desarrollo y la implementación de la guía de planificación estratégica del departamento, la Estrategia de Defensa Nacional (NDS por sus siglas en inglés National Defense Strategy) de 2018. La NDS postuló: «La competencia estratégica interestatal, no el terrorismo, es ahora la principal preocupación en la seguridad nacional de Estados Unidos», y «el desafío central para la prosperidad y la seguridad de Estados Unidos es el resurgimiento de la competencia estratégica a largo plazo», principalmente de China y Rusia. Yendo más allá, Colby dijo que «el desafío central que enfrenta el Departamento de Defensa y la fuerza conjunta [es] la erosión de la ventaja militar de Estados Unidos vis a vis China y Rusia».
Politico informó que al reorientar los recursos de defensa estadounidenses lejos del Medio Oriente y hacia China, Colby enfrentó considerables luchas burocráticas internas del Mando Central y el Estado Mayor Conjunto de los Estados Unidos, pero recibió apoyo de la Fuerza Aérea y la Armada.

## Carrera posterior
Tras dejar el Departamento de Defensa en 2018, Colby regresó al Centro para una Nueva Seguridad Estadounidense (CNAS), donde continuó trabajando en temas de defensa hasta 2019. Luego lanzó The Marathon Initiative, un grupo de expertos dedicado a desarrollar estrategias para que Estados Unidos compita con rivales globales.
En 2021, Colby amplió sus puntos de vista en su primer libro, The Strategy of Denial: American Defense in an Age of Great Power Conflict («La estrategia de la negación: la defensa estadounidense en una era de conflictos entre grandes potencias»), que The Wall Street Journal nombró uno de los diez mejores libros de 2021.
Más recientemente, a pesar de los desafíos planteados por una Rusia renaciente, Colby ha seguido afirmando públicamente que el principal desafío que enfrenta Estados Unidos es China: «Necesitamos ser absolutamente claros: sin lugar a dudas, la principal amenaza externa para Estados Unidos es China, por lejos». Colby continúa diciendo que esta verdad significa necesariamente que Estados Unidos debe priorizar la inversión de atención y recursos en China, incluso en detrimento de Ucrania.

## Publicaciones selectas
- The Strategy of Denial: American Defense in an Age of Great Power Conflict (Yale University Press, 2021)[12]